# Pseudopeziza medicaginis
Pseudopeziza medicaginis är en svampart som först beskrevs av Marie Anne Libert, och fick sitt nu gällande namn av Pier Andrea Saccardo 1887. Pseudopeziza medicaginis ingår i släktet Pseudopeziza och familjen Dermateaceae.  Arten är reproducerande i Sverige. Inga underarter finns listade i Catalogue of Life.